# HPS6
HPS6‏ (HPS6, biogenesis of lysosomal organelles complex 2 subunit 3) هوَ بروتين يُشَفر بواسطة جين HPS6 في الإنسان.